# Prismas basálticos de Santa María Regla
Os prismas basálticos de Santa María Regla são uma formação rochosa sobre a qual cai um pequeno salto que se localiza no município hidalguense de Huasca de Ocampo (México). São o resultado do lento arrefecimento da lava de há vários milhões de anos. Desta maneira foram formadas colunas de basalto de 5 ou 6 faces, umas na posição vertical e outras horizontal. Estas colunas de basalto decoram as paredes do ribeiro de Alcholoya, caindo quatro quedas de água provenientes da albufeira da barragem de San Antonio Regla (antiga fazenda de San Miguel Regla). Têm uma altura aproximada de 40 m, e diâmetro de 0,8m.

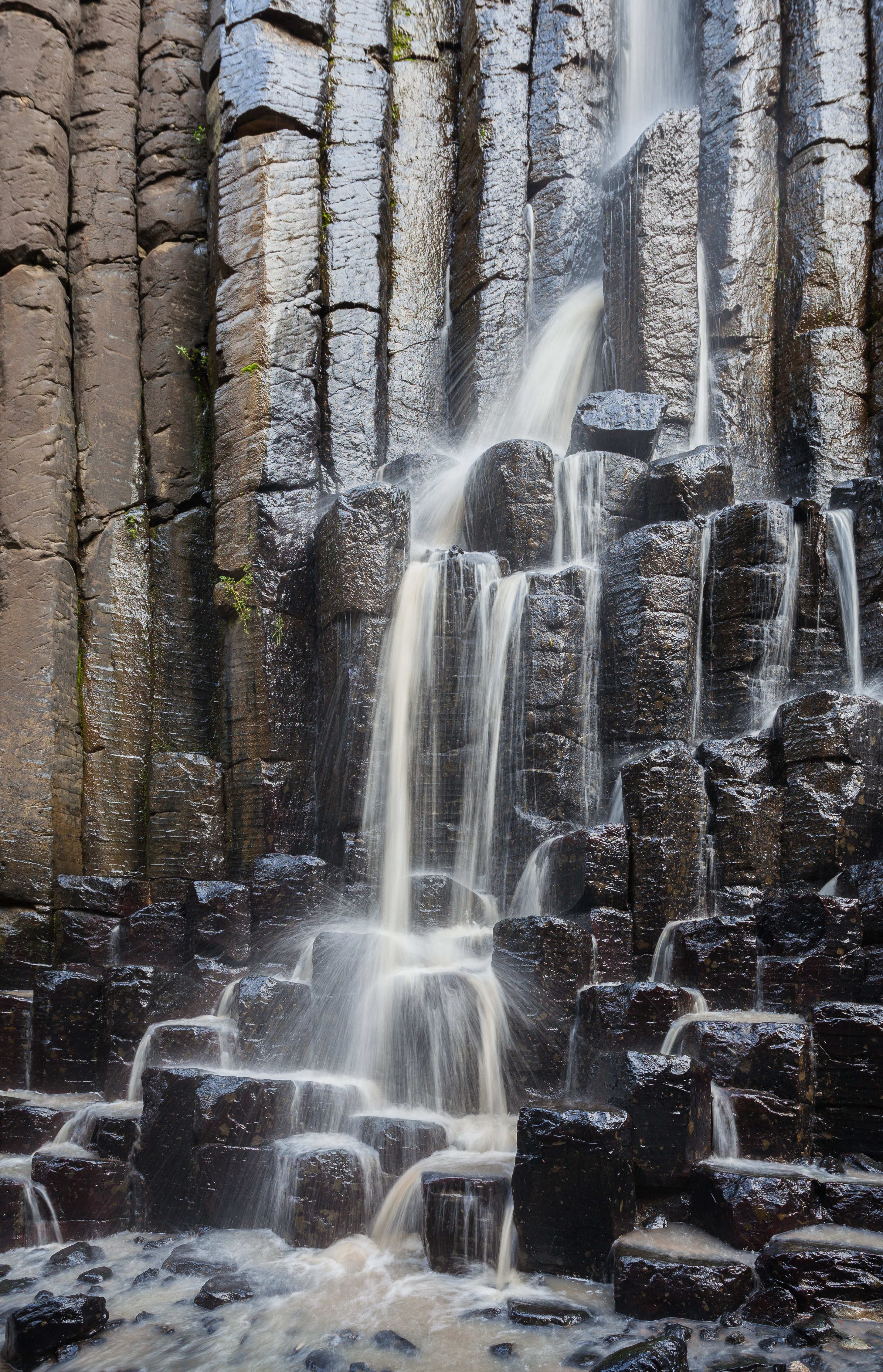
Cascata sobre os prismas.

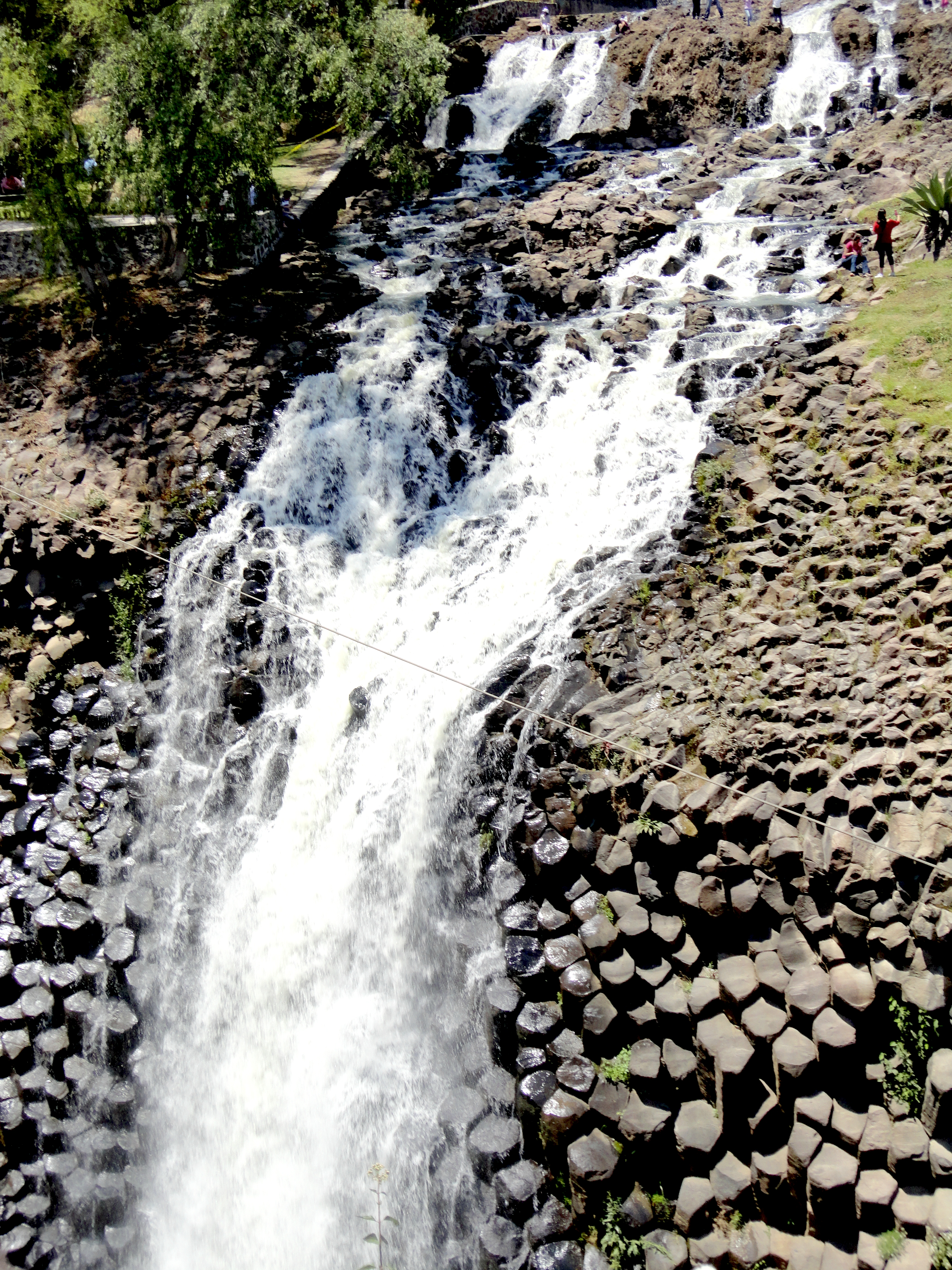
Cascata.

Em redor dos prismas basálticos foi criado um centro recreativo que conta com áreas para acampar, restaurantes, albergues, instalações desportivas e lojas de artesanato. Além disso, nos arredores são organizados passeios a cavalo e em barco pela albufeira da barragem de San Antonio.
Na campanha turística de 2007 Treze maravilhas do México, realizada pela TV Azteca e Conselho de Promoção Turística do México (CPTM), foram considerados uma das treze maravilhas naturais do país.

## História
O barão e naturalista alemão Alexander von Humboldt ficou impressionado pela beleza das rochas basálticas e desenhou-as a lápis em 1803. Esses desenhos encontram-se no Museu Britânico, em Londres. Graças à visita do barão e à impressão que lhe causaram os prismas, foram dados a conhecer em todo o mundo.